# Moncale
Moncale (korsisch U Mucale) ist eine Gemeinde auf der französischen Insel Korsika. Sie gehört zur Region Korsika, zum Département Haute-Corse, zum Arrondissement Calvi und zum Kanton Calvi. Die Bewohner nennen sich Moncalais oder Muncalacci.

## Geografie
Moncale ist als Enklave von Calenzana umgeben. Ein Bach namens Figarella bildet im Westen die Gemeindegrenze.

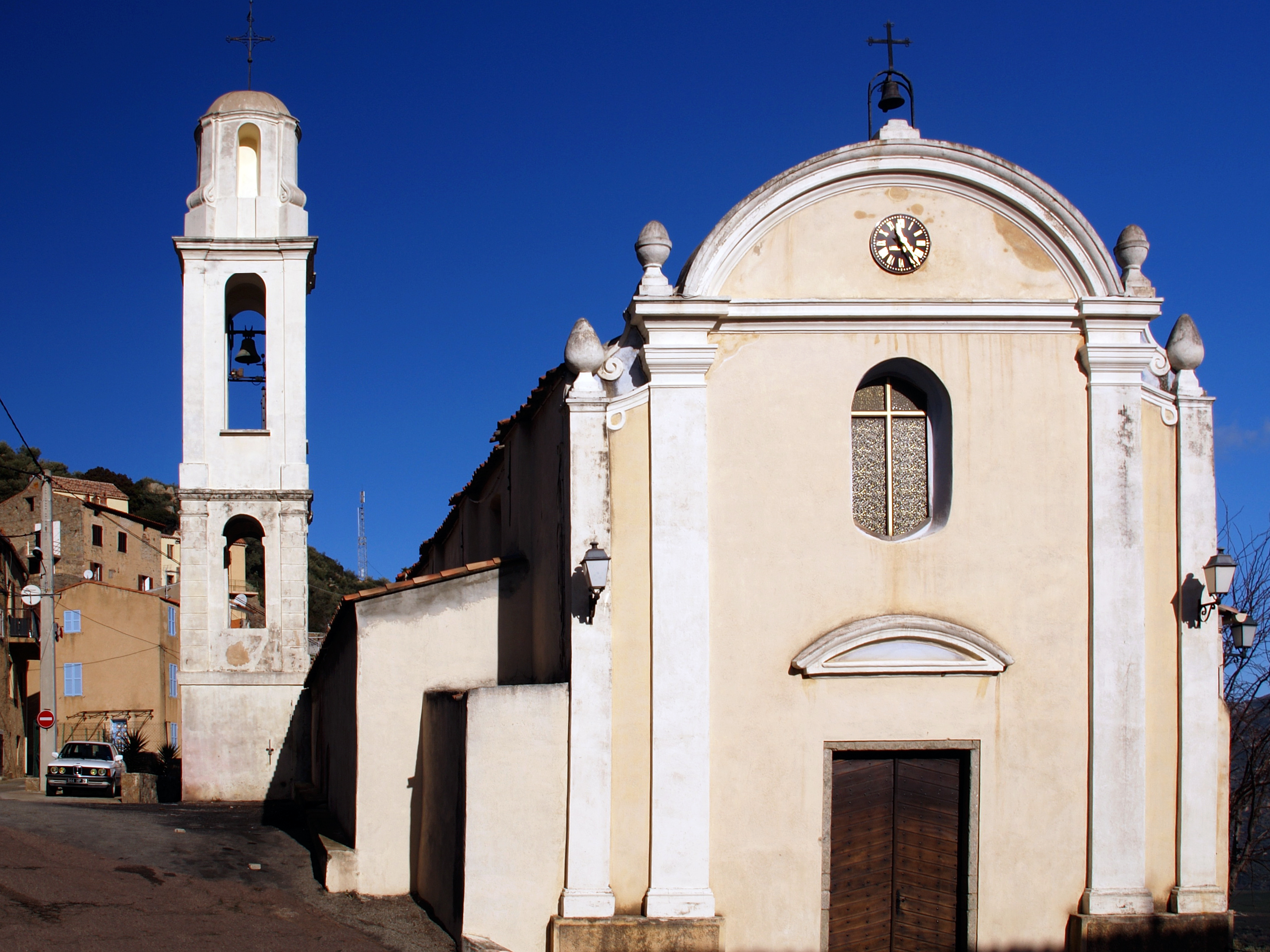
Kirche Saint-Roch
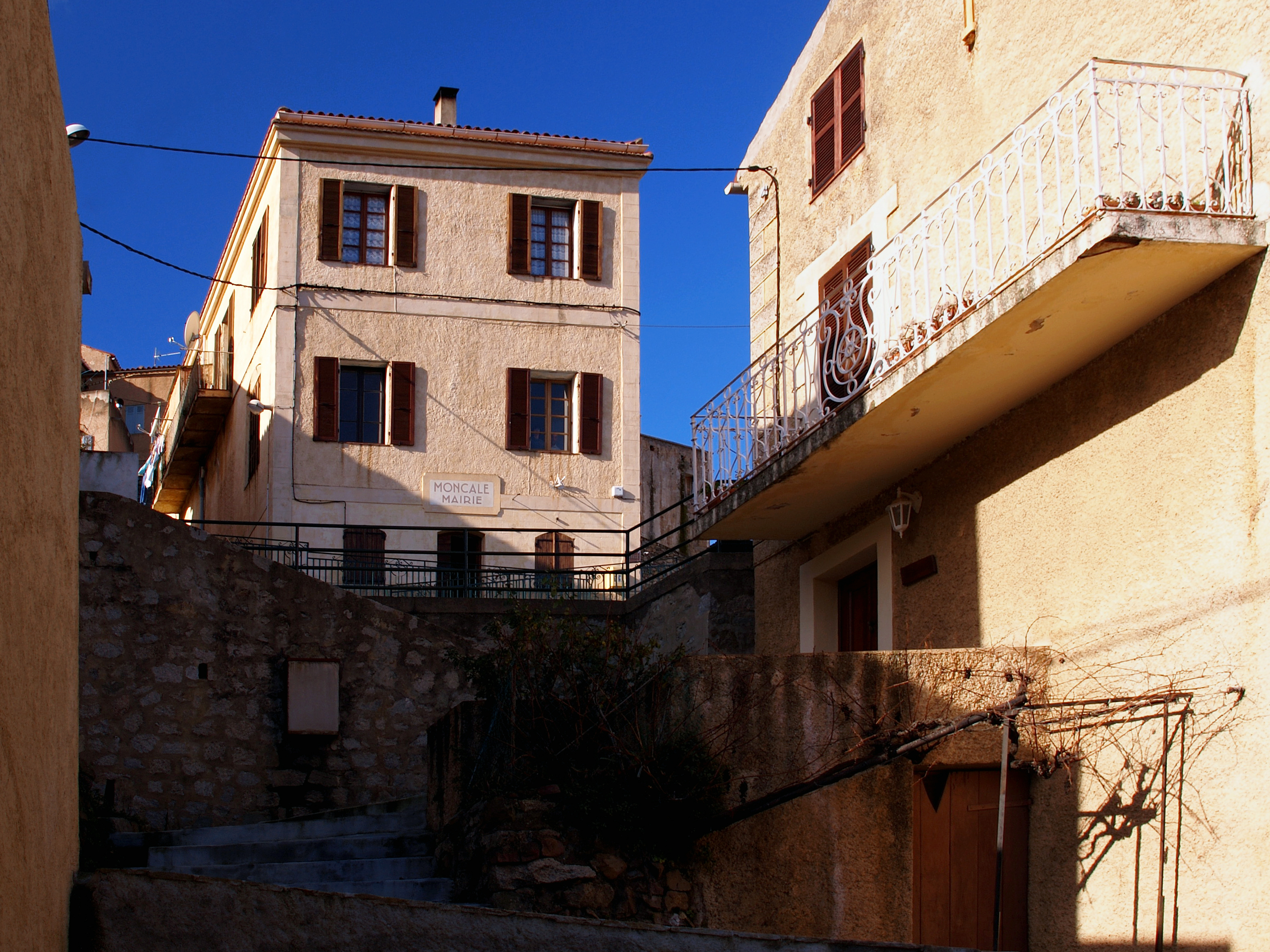
Mairie- und Schulhaus
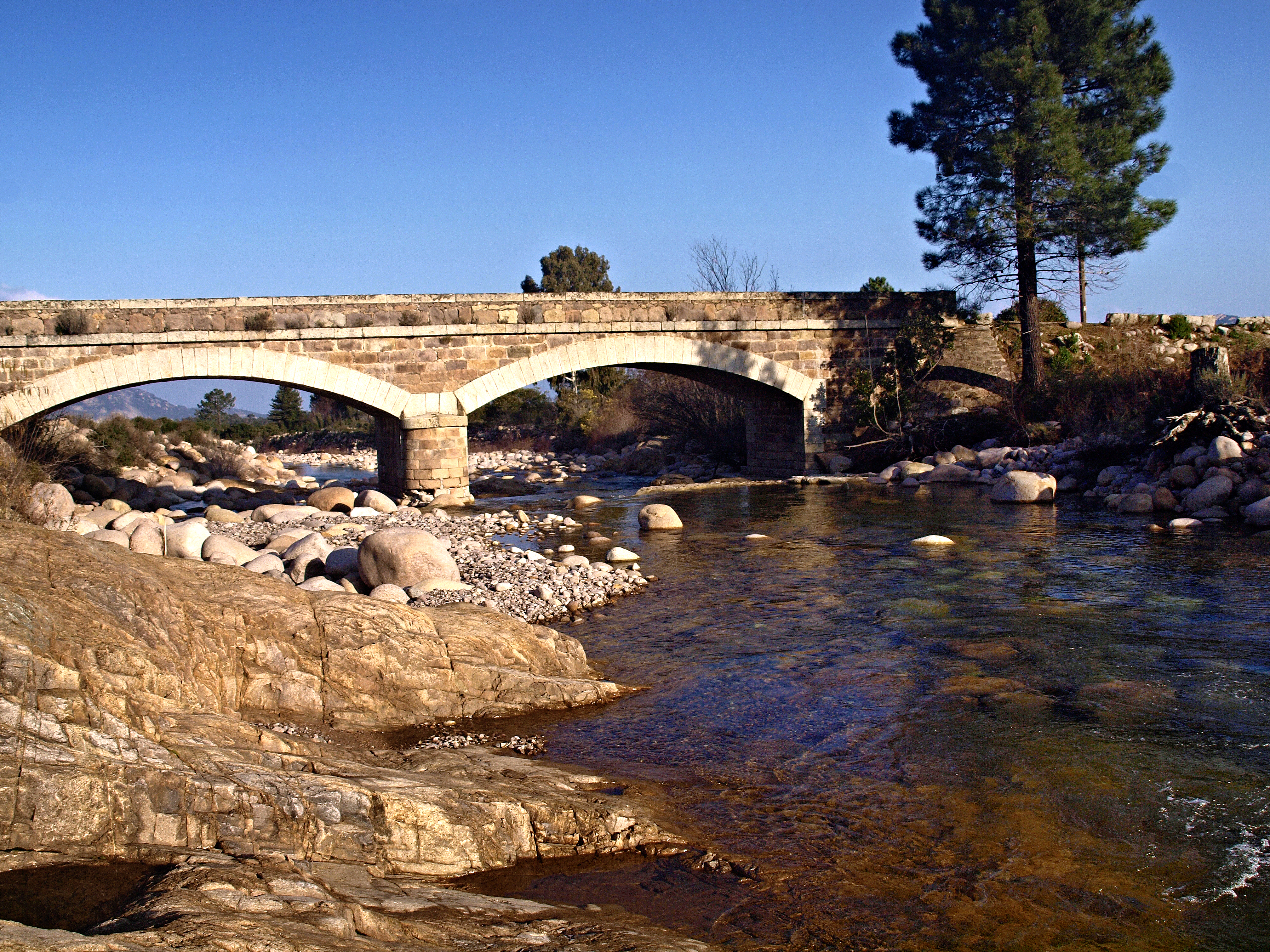
Brücke über den Figarella im Südwesten von Moncale

## Bevölkerungsentwicklung
| Jahr      | 1962 | 1968 | 1975 | 1982 | 1990 | 1999 | 2008 | 2012 | 2014 |
| --------- | ---- | ---- | ---- | ---- | ---- | ---- | ---- | ---- | ---- |
| Einwohner | 190  | 131  | 162  | 176  | 170  | 201  | 243  | 281  | 309  |